# Vaglia cambiario
Il vaglia cambiario è un titolo di credito all'ordine, emesso dalla Banca d'Italia, la cui disciplina è dettata dalla c.d. legge sugli assegni (R.D. 21 dicembre 1933, n 1736), artt. 87-97. È assimilato a tutti gli effetti all'assegno circolare ed al vaglia postale.
Il vaglia cambiario è esigibile presso una qualunque filiale di Tesoreria provinciale dello Stato. L'uso, l'emissione e la modalità di riscossione di tale titolo sono rigorosamente normati, oltreché da leggi dello Stato, da specifiche normative interne dell'Istituto. Esso, tuttavia, può essere emesso su specifica richiesta di soggetti sia istituzionali che privati. Non sono previsti costi di emissione, al di fuori dell'imposta di bollo (€1,50) per i vaglia cambiari privi della clausola di non trasferibilità, che possono essere emessi su richiesta se l'importo è inferiore a 1000 euro.
La provvista può essere versata in contanti o a mezzo bonifico bancario, e in entrambi i casi è previsto l'assolvimento degli obblighi anti-riciclaggio.
Numerose Pubbliche amministrazioni si servono di tale strumento per la liquidazione delle competenze del proprio personale, o per l'erogazione di contributi, indennità, rimborsi a vario titolo dovuti, attraverso la modalità di commutazione del titolo di spesa relativo, a tale scopo trasmesso alla Sezione di Tesoreria Provinciale territorialmente competente. Inoltre, L'Agenzia delle entrate utilizza questi titoli al fine di erogare i rimborsi IRPEF.
La riscossione della somma non è assoggettata ad alcun costo fisso o percentuale, e può avvenire o versando il titolo sul proprio conto corrente bancario/postale o presso gli sportelli della Banca d'Italia che offrano servizi all'utenza (il pagamento in questo caso può avvenire in contanti o a mezzo bonifico bancario). 
Nel caso del pagamento presso uno sportello dell'Istituto, qualora l'ammontare del vaglia cambiario sia inferiore a mille euro sarà sufficiente esibire un documento d'identità. Qualora il valore titolo sia superiore ai mille euro si rendono necessari accertamenti specifici sull'identità del soggetto che richiede il pagamento, i quali non sono immediati. Per velocizzare l'operazione il beneficiario si può presentare allo sportello di Tesoreria accompagnato da un notaio che garantisca sulla sua identità.
La prescrizione del vaglia cambiario scatta il 31 dicembre del decimo anno successivo a quello di emissione, per cui, ad esempio, un vaglia emesso in data 1 gennaio 2020 e uno emesso in data 30 dicembre 2020 scadranno entrambi il 31 dicembre 2030.